# Passiflora morifolia
Passiflora morifolia (gelegentlich auch als Maulbeerblättrige Passionsblume bzw. Maulbeerbaumblättrige Passionsblume bezeichnet) ist eine Pflanzen-Art aus der rund 460 Arten umfassenden Gattung der Passionsblumen (Passiflora), der umfangreichsten Gattung innerhalb der Passionsblumengewächse (Passifloraceae).

## Beschreibung
Passiflora morifolia ist eine mehrjährige Kletterpflanze, die bis 12 m Höhe erreichen kann. Die leicht behaarten Laubblätter sind drei- bis fünflappig, meist 3,5 bis 10 cm lang, gesägt bis gezähnt und erinnern etwas an Maulbeerblätter (daher auch der Artname: lat. morifolius = maulbeerblättrig).
Die Blüten sind mit einem Durchmesser zwischen 2,5 und 3,5 cm im Vergleich zu vielen anderen Gattungsvertretern relativ klein. Die weißen Kronblätter umgeben einen einreihigen weißen Strahlenkranz, der eine breite purpurviolette Zone aufweist. Wie bei den Passionsblumen üblich, sind die Fortpflanzungsorgane (fünf Staubgefäße und drei Narben) als Androgynophor zu einer die Blütenhülle weit überragenden Säule zusammengefasst.

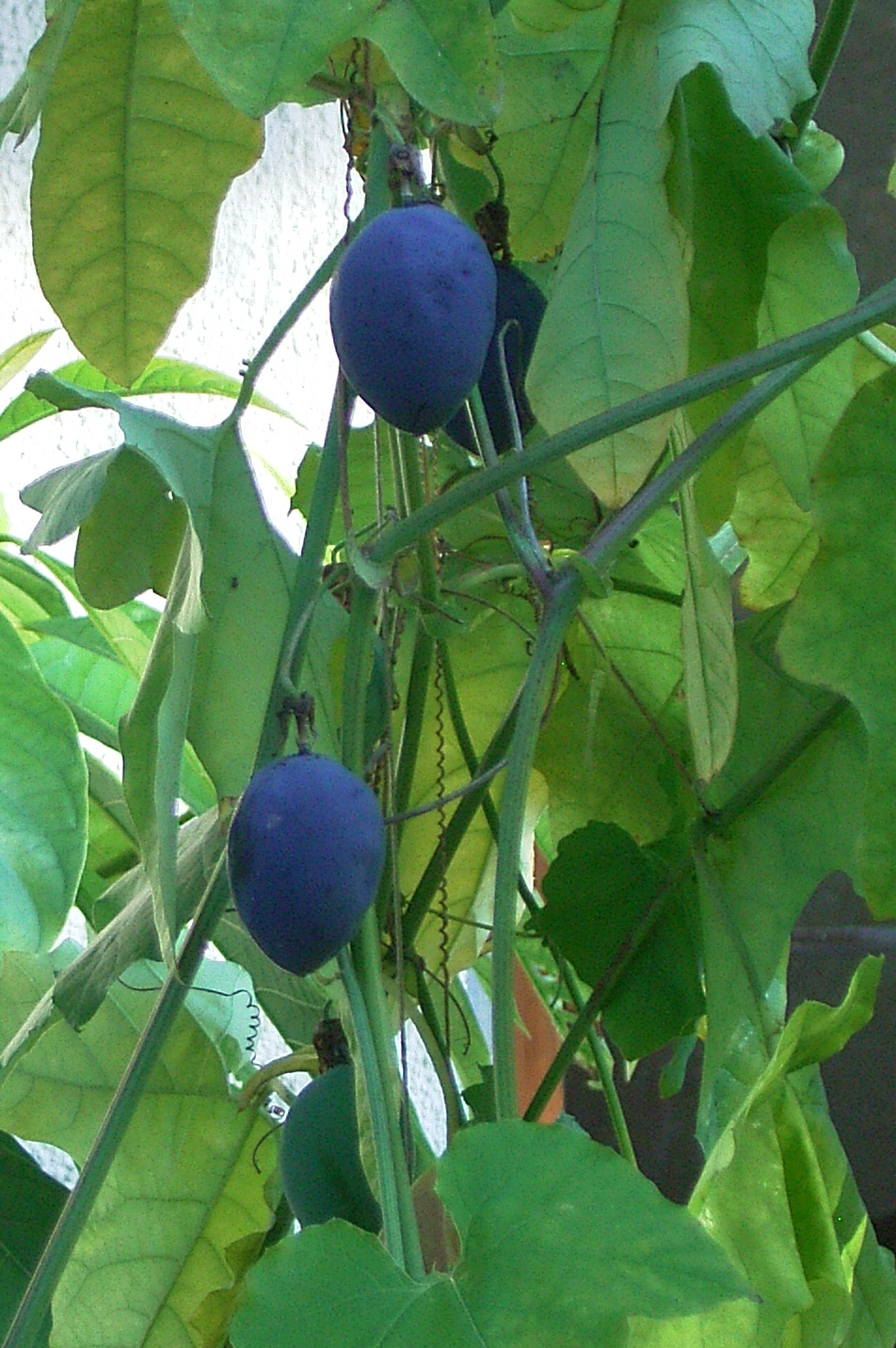
Passiflora morifolia, Früchte

Da die Blüten selbstfruchtbar sind, werden regelmäßig blauviolette Früchte ausgebildet, die in Form und Größe (bis etwa 4 cm Länge) stark an Pflaumen erinnern, jedoch als nicht genießbar gelten. Die Samen in ihrem Inneren sind von intensiv orangerotem Arillus-Gewebe umgeben.

## Verbreitung
Der Verbreitungsschwerpunkt von Passiflora morifolia liegt in Bolivien, Argentinien, Paraguay und dem angrenzenden Brasilien. Einzelne Vorkommen liegen auch in Guatemala, Venezuela, Kolumbien, Ecuador und Peru.

## Sonstiges
Passiflora morifolia wird häufig in Schmetterlingshäusern kultiviert, da sie eine gut geeignete Futterpflanze für viele Raupen der Gattung Heliconius darstellt. Wegen ihrer verhältnismäßig geringen Ansprüche kann sie auch im Zimmer gehalten werden.